# کارل ارف
کارل هاینریش ماریا اُرف (به آلمانی: Carl Heinrich Maria Orff)‏ (آلمانی: [ˈkaɐ̯l ˈɔɐ̯f]) (زادهٔ ۱۰ ژوئیهٔ ۱۸۹۵ – درگذشتهٔ ۲۹ مارس ۱۹۸۲) آهنگساز آلمانی بود. مشهورترین اثر او کارمینا بورانا است.
او همچنین مبتکر شیوهٔ خاصی برای آموزش موسیقی به کودکان بود که به «اُرف شول‌وِرک» (Orff Schulwerk) معروف است.
ارف شول‌ورک دیدگاهی است برای آموزش عناصر موسیقی و حرکت. این دیدگاه امروزه در بسیاری از کشورها به شکل توسعه‌یافته و گسترده‌ای برای آموزش عناصر موسیقی و حرکات موزون استفاده می‌شود.

## زندگی
کارل ارف در خانواده‌ای از اهالی مونیخ که اکثرشان نظامی بودند، به دنیا آمد. پدرش، هاینریش، افسر بود و پیانو و سازهای زهی می‌نواخت و مادرش در نوازندگی پیانو متبحر بود. کارل اولین درس‌های نوازندگی پیانو را در ۵ سالگی از مادرش فراگرفت. دو سال بعد شروع به نواختن ویولنسل کرد. پس از طی مرحلهٔ دبستان برای آموختن موسیقی به آکادمی موسیقی مونیخ رفت.
پس از آن، به‌خاطر جنگ جهانی اول به سربازی رفت و پس از جراحات بسیار بازگشت و در اپرای مانهایم مشغول به کار شد، اما پس از مدتی دوباره به مونیخ بازگشت تا تحصیلات خود را ادامه دهد. ارف، از سال ۱۹۲۵ تا آخر عمرش، سرپرستی «مدرسهٔ ژیمناستیک، رقص و موسیقی» را در مونیخ بر عهده داشت.

## زندگی شخصی
کارل ارف چهار بار ازدواج کرد که تنها از ازدواج اول خود صاحب فرزندی به نام گودلا (به آلمانی: Godela)‏ (۱۹۲۱–۲۰۱۳) شد.

## مرگ
کارل ارف در ۲۹ مارس ۱۹۸۲ بر اثر سرطان در ۸۶ سالگی در مونیخ درگذشت و در محوطهٔ کلیسایی (صومعه) در جنوب مونیخ ٫ شهر آندکس دفن شده است.